# 岡田守彦
岡田 守彦（おかだ もりひこ、1938年3月 - ）は日本の人類学者。筑波大学名誉教授。学位は理学博士（東京大学）。専門は自然人類学 

## 来歴
東京大学理学部生物学科人類学課程卒業。東京大学大学院理学系研究科博士課程満期中退。東京大学理学部助手、京都大学霊長類研究所助手、東京教育大学体育学部助教授を経て、1987年～筑波大学助教授。1995年～筑波大学先端学際領域研究センター教授。1990～2000年　筑波大学体育科学系教授。2004年～2006年 帝京平成大学ヒューマンケア学部教授。2015年 筑波大学名誉教授。バイオメカニズム学会理事、会長、日本人類学会理事を歴任。日本解剖学会、日本霊長類学会、人類働態学会ほかの会員。

## 専門分野
ヒト二足歩行の生体機構とその進化に関する研究、表面筋電図の基礎と応用に関する研究[4][5]、高齢者の生活機能に関する研究に従事してきた。とくに人を含む霊長類の二足歩行と姿勢に関する研究で知られている。